# Јован Јанковић Лунга
 Јован Јанковић — Лунга  (Врање, 1892 — Београд, 1954) био је познати београдски трговац, задужбинар и добротвор. Врању је оставио зграду Хируршког одељења Врањске болнице и први терен за тенис изграђен још 1924. године.

## Биографија
Јован Јанковић - Лунга је рођен 1892. године у Врању као најстарије од шесторо деце. Растао је у строгом и патријархалном окружењу, и упркос томе, са једанаест година одлази у Београд да ради као шегрт у стаклари. Са шеснаест година уписује вечерњу трговачку школу. Убрзо се запошљава у највећој штофари у Београду-мануфактурној фирми Анастаса Павловића. Као двадесетогодишњак почиње да тргује и неуморним радом и чудесном трговачком обдареношћу купујe имање на углу Зорине (Ивана Милутиновића) и улице Светог Саве где је саградио кућу у којој је данас резиденција папског нунција. После Првог светског рата жени се Тодором Арамовић из виђене трговачке и добростојеће грађанске породице са којом добија кћер Гордану. Његова четрдесетогодишња супруга гине у саобраћајној несрећи а у знак сећања на њу, његова тек изграђена кућа на Дедињу добија име - Вила Тода. Неколико година после погибије супруге, Лунга се жени по други пут, Крагујевчанком, ћерком генерала Ђорђа Михаиловића.

## Племенитости хуманост
Јован Јанковић–Лунга је био добар и племенит човек. Мислио је не само на себе и своју породицу, него и на друге невољнике којима је помоћ била потребна. Кад год је боравио у свом родном месту давао је несебичне прилоге за градску читаоницу, цркву, гимназију и сиромашне. Приликом једног доласка у Врање, запазио је сиромашног и неуког дечака од четрнаест година кога је одвео за Београд, да му буде помоћник и човек од поверења. Тако је Лунга размишљао, али долази 1941. година и ратна времена која доносе нови поредак. Лунги бива одузета кућа на Дедињу да би се у њу уселио функционер Борис Кидрич, а четворособни стан у центру Београда заузео је његов човек од поверења, његов Врањанац који се брзо снашао у „партизанским водама“. Лунга је са породицом живео у гарсоњери за кућепазитеља.
Данас улица поред Градске болнице у Врању носи име Јована Јанковића- Лунге.
Јован Јанковић - Лунга је умро у Београду 1954. године.

## Велики добротвор мале болнице
Јован Јанковић - Лунга, одлучио је да сагради и опреми, о свом трошку, Хируршки павиљон, здање вредно милион ондашњих динара, који је освећен 17. јула 1938. године. Оснивач и шеф Хируршког одељења био је др Слободан Паламаревић, први и једини специјалиста Врањске болнице у то време. Отварању су присуствовале бројне уважене званице, a свака званица је добила позив на штампаној дописнице следеће садржине:
На позивници се види грб државе и назив некадашње болнице Бановинска болница Вардарске бановине у Врању.
На дан 17. јула 1938. г. завршиће се освећење новог хируршког павиљона, који поклања Вардарској бановини за Бановинску болницу у Врању племенити дародавац г. ЈОВА С: ЈАНКОВИЋ из Врања, трговац у Београду.
Освећење и предаја павиљона од стране задужбинара извршиће се поменутог дана у 10.30 у просторијама павиљона.
Управа Бановинске болнице у Врању има част умолити вас да изволите присуствовати овом свечаном чину.
Врање, 8. јула 1938. г.
УПРАВА

## Болнице
Слободан Паламаревић је врло успешно водио павиљон и у том послу постао прави мајстор каквих у граду није било. Он је био први хирург Врања. Павиљон је послужио не само грађанима Врања већ и људима из других крајева, па су се у њему лечили становници околних села и Космета. Ако се узме у обзир да је време од 1929. године до немачког напада на Краљевину Југославију било време беспарице у граду и земљи, онда се може закључити да је павиљон био скуп и велики дар Вардарској бановини у Врању.

## Развој тениског спорта у Врању
По казивању Јовице Аврамовића, адвоката из Врања после ослобођења од Турака 1878. године Врање је постало највећи град на граници између ондашње Србије и Отоманског царства. У Врање су, по службеној дужности, долазили многи стручни кадрови из Србије. Истовремено, Турци су у Врање слали своје службенике вишег ранга како би се политички односи између двеју држава нормализовали. Тако је Турска акредитовала трговинског конзула са седиштем у Врању. Турски Конзул био је човек високог образовања који је поред дипломатских дужности, волео да се бави спортом - тенисом. У то време, у Врању није било никаквих спортских терена. На свој захтев добија одобрење тадашњих власти да може себи да изгради тениско игралиште на простору садашње Цркве Свете Тројице, што и он чини, те прва лопта „белог спорта“ почиње да лети на том игралишту негде око 1903. године. Долазе затим Балкански ратови и Први светски рат. Да би се рекреирали, Немци и Аустријанци су на месту где је данас дечије игралиште у градском парку изградили себи тениско игралиште по свим прописима.
Врањанац Марко Аврамовић, након студија медицине у Бечу, као одушевљени заљубљеник у тениски спорт, окупља око себе пријатеље са жељом dа оснују тениски клуб. Тим поводом се обраћају Јовану Јанковићу – Лунги, који је иначе био зет по сестри Марку Аврамовићу. Лунга са одушевљењем прима ове младе људе у Београд и даје им неопходна новчана средства за изградњу тениског терена. Игралиште је завршено али се појављује проблем набавке реквизита, који решава исти донатор. Из захвалности према донатору, клуб добија име Тениски клуб „Лунга“ – Врање, и под тим именом клуб је заживео давне 1924. године.
Године 1954. прослављајући тридесетогодишњицу оснивања клуба, у Врању је организовано међународно тениско такмичење на коме су учествовали тенисери Југославије, Грчке, Турске, Египта и Уругваја.
Године 2018. деведесет и четири године након оснивања првог тениског клуба, овај спорт је и даље популаран међу Врањанцима. На три отворена и једном покривеним тенискиом терену на шљаци, у зависности од сезоне, овим спортом бави се стотинак деце узраста 12-14 година и 40-так старијих рекреативаца.